# Puente Igelsta
El puente Igelsta (en sueco: Igelstabron) es un puente de ferrocarril en Södertälje, Provincia de Estocolmo. El puente cruza el  Canal de Södertälje, que conecta el Lago Mälar con el Mar Báltico y la carretera E4 . Su longitud es de 2140 m, y sa altura máxima es 48 m. Fue abierto en 1995, y es el puente de ferrocarril más largo de Escandinavia.
En la parte occidental del puente existe una estación de ferrocarril llamada Södertälje Syd.  La mayoría de trenes de alta velocidad y los X 2000 que dan servicio a Gotemburgo y Copenhague y la mayoría de trenes regionales paran en esta estación. Los trenes locales realizan la parada en el nivel más bajo y antiguo de la estación.

## Galería
|  |  |